# Ätrafors kraftverk
Ätrafors kraftverk  är ett vattenkraftverk i Ätran, knappt 23 km uppströms Falkenberg. Det ägs av Eon Sverige AB och togs i drift 1918.
Kraftverket vid småorten Ätrafors är uppfört genom att dämma upp den urgamla fiskeplatsen Rävigeforsen i Ätran. Där hade under lång tid funnits kvarnar. Peter Hanssen byggde 1874 en såg på platsen. När sågen gick i konkurs köpte Mölneby AB upp konkursboet och fortsatte verksamheten. Även en trämassefabrik ägd av Mölneby  låg här åren 1889-1905. Efter en brand som ödelade fabriken låg forsen åter outnyttjad fram till 1916 när Héroults Elektriska Stål inköpte både det gamla fabriksområdet och vattenfallet för att kunna bli självförsörjande till sin energikrävande stålproduktion som man ämnade bedriva 500 meter nedströms där Högvadsån rinner ut i Ätran. Detta damm- och kraftverksbygge stod färdigt 1918. Det första kraftverket hade en fallhöjd på 18 meter och utvecklade 2,5 MW. Men redan år 1921 hade detta bolags kapitalreserver tagit slut och bolaget trädde i likvidation.
År 1922 köpte Yngeredsfors Kraft AB (vilka redan byggt Yngeredsfors kraftverk cirka 5 kilometer uppströms) anläggningarna och påbörjade åren 1923-24 påbyggnad av vattenfallet och vattenmagasinet vilka stod färdigt 1930. Detta andra kraftverk hade en fallhöjd på 23,5 meter och en effekt på 13 MW.
Själva kraftverket är en så kallad ovanjordsanläggning till vilken man före 2010 tog sig fram till via en bro över den nedersta sträckan av den torrlagda fåran från väg N 715 i Okome socken. Detta år byggde man en ny anslutningsväg längs med fåran uppströms till väg N 714 i Askome socken med resultatet att den tidigare anslutningen blev överflödig och efter att ha beviljats tillstånd revs den gamla bron sommaren 2012.

## Bildgalleri

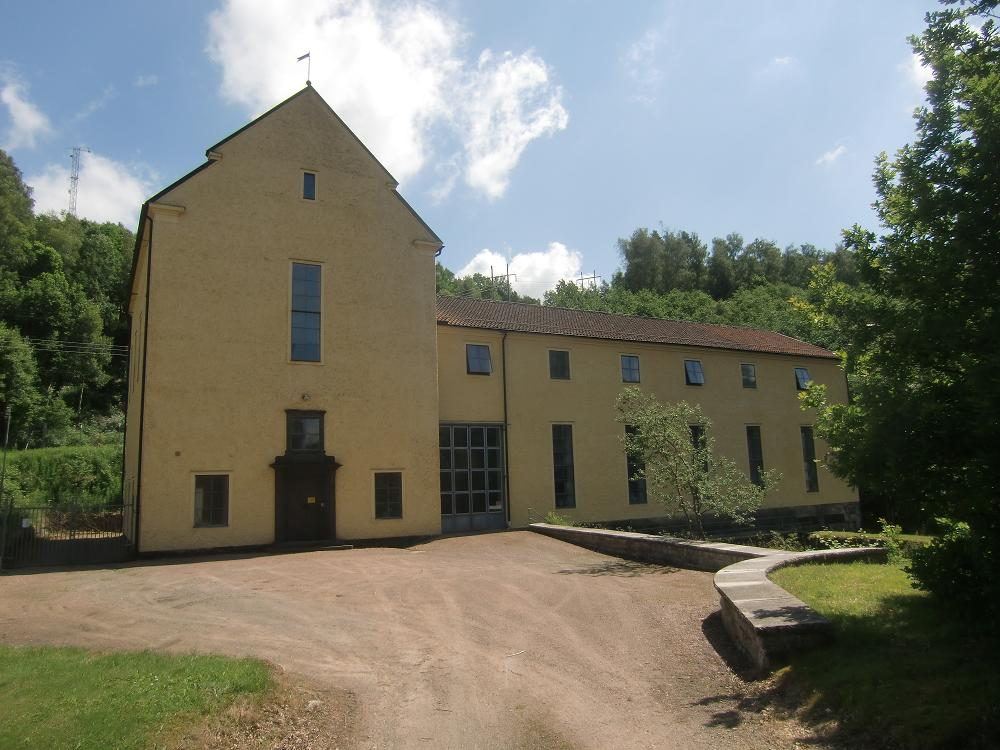
Kraftverksbyggnaden vid Ätrafors
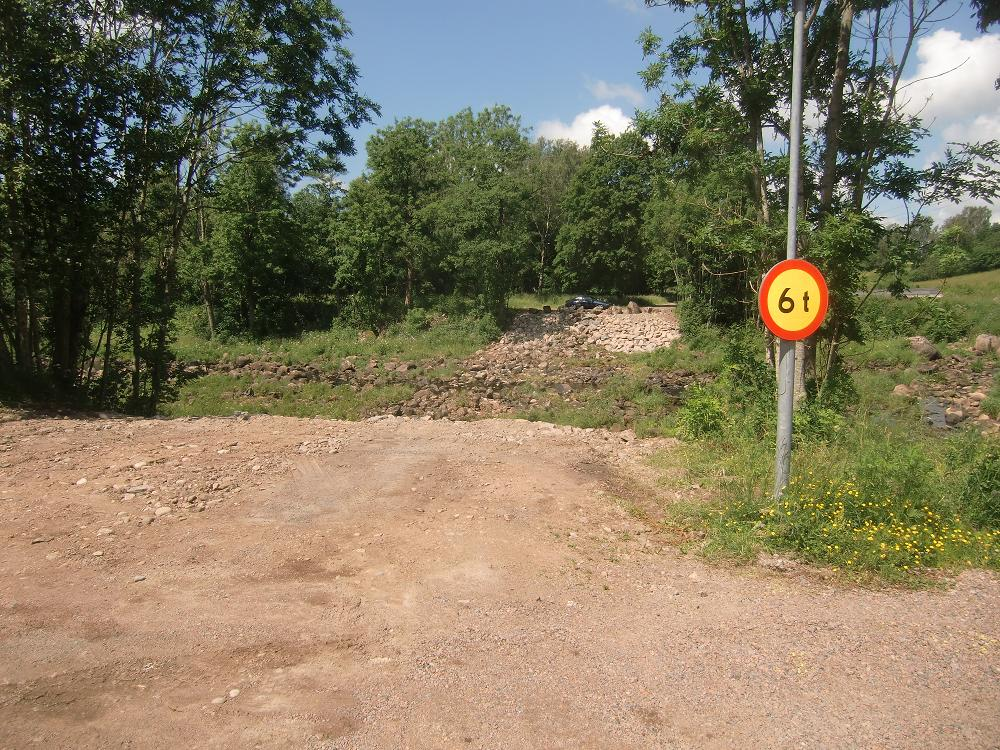
Lämningar av den år 2012 rivna bron
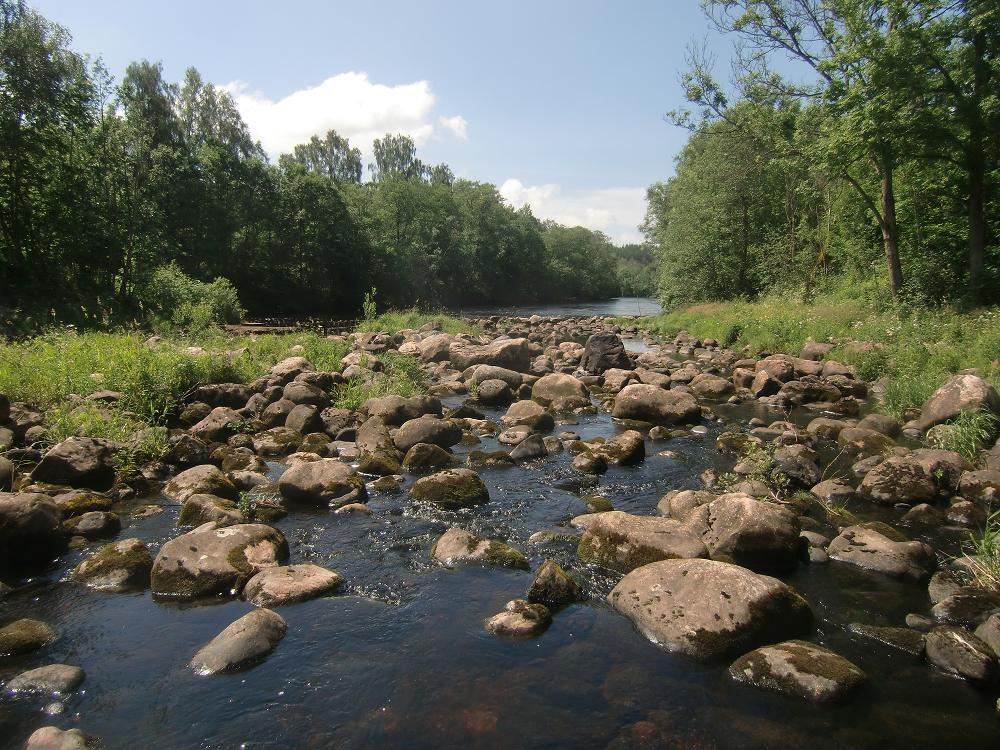
Rävigeforsens nedersta del mittemot kraftverksbyggnaden